# Qu Chunyu
Qu Chunyu (chinois : 曲春雨), née le 20 juillet 1996 à Qiqihar, est une patineuse de vitesse sur piste courte chinoise. 

## Carrière

### Jeux olympiques de 2018
Elle fait partie de l'équipe olympique chinoise pour les Jeux olympiques de 2018. Elle participe à l'épreuve du 500 m et au relais 3 000 m.

### Jeux olympiques de 2022
Elle participe au relais mixte des épreuves de patinage de vitesse sur piste courte aux Jeux olympiques de 2022, où elle remporte l'or avec Fan Kexin, Wu Dajing et Ren Ziwei.